# Dane pri Sežani
Dane pri Sežani este o localitate din comuna Sežana, Slovenia, cu o populație de 400 de locuitori.